# Оулуский университет прикладных наук
О́улуский университе́т прикладны́х нау́к (фин. Oulun ammattikorkeakoulu) — высшее учебное заведение в городе Оулу на северо-западе Финляндии.
Город Оулу находится в 600 километрах от Хельсинки и имеет хорошее транспортное сообщение с югом Финляндии, примерно час полёта на самолёте, а также железнодорожное сообщение. В городе проживает около 200 000 человек. Регион Оулу является центром инноваций в высоких технологиях, науки, образования, услуг и культуры. Оулу является самым крупным городом Северной Финляндии и часто его называют «столицей Северной Скандинавии». Город Оулу был назван Технологичным городом в 1984 году. В 2012 и 2013 годах Оулу был в числе 7 умнейших городов в мире согласно The Intelligent Community Forum. Финская образовательная система была определена как лучшая в мире в 2012 году (The Learning Curve, Pearsons).

## Университет прикладных наук Оулу
Финское высшее образование делится на две разные секции: исследовательские университеты и университеты прикладных наук, ориентированные на профессии.
Основанием для создания университетов прикладных наук в Финляндии послужило дальнейшее развитие профессиональных колледжей и высших профессиональных колледжей в начале 1990-х годов.
Их модель была заимствована и адаптирована из Германии и Нидерландов, где имелся положительный опыт и продолжительная история развития университетов, направленных на профессии. Окончательно университеты прикладных наук были основаны в начале 1991 года постановлением Министерства образования Финляндии.
Университет прикладных наук Оулу официально был основан в феврале 1991 года среди 19 других университетов прикладных наук Финляндии. На сегодняшний день в нём обучается около 9000 студентов, включая около 240 иностранных студентов, и работает 800 преподавателей и других сотрудников. Обучение направлено на получение как теоретических знаний, так и профессиональных навыков. Продолжительность обучения на степень бакалавра составляет от 3,5 до 4 лет, в зависимости от выбранной программы обучения. Все программы бакалавриата соответствуют EQF (European Quality Framework and Other Learning) уровню 6. В Университете прикладных наук используется Европейская система перевода и накопления баллов.

## Обучение
Оулуский университет прикладных наук предлагает 28 учебных программ для получения степени бакалавра, три из которых являются международными и преподаются на английском языке. Направления учебных программ на степень бакалавра:
- Культура
- Природные ресурсы и окружающая среда
- Технологии, коммуникации и транспорт
- Общественные науки, бизнес и управление
- Общественные науки, здоровье и спорт

Четыре программы на степень магистра преподаются на финском языке, длительность обучения от 1 до 3 лет в зависимости от выбранной программы обучения:
- Бизнес и администрирование
- Сельское хозяйство
- Развитие и управление социального обеспечения и здравоохранения
- Информационные технологии